# Dactylochelifer spasskyi
Dactylochelifer spasskyi es una especie de arácnido del orden Pseudoscorpionida de la familia Cheliferidae.

## Distribución geográfica
Se encuentra en Uzbekistán.